# Titanio sultanalis
Titanio sultanalis là một loài bướm đêm trong họ Crambidae.